# Vujadin Stanojković
Vujadin Stanojković (in macedone Вујадин Станојковиќ?; Kumanovo, 10 settembre 1963) è un allenatore di calcio ed ex calciatore macedone, di ruolo difensore, che prima del 1991 giocò nella nazionale della Jugoslavia.

## Carriera

### Giocatore

#### Club
Iniziò la carriera nella squadra della sua città, l'FK Kumanovo. Successivamente giocò in Jugoslavia per Vardar Skopje e Partizan Belgrado (di cui fu uno dei giocatori più rappresentativi agli inizi degli anni '90) e in Svezia per Degerfors IF e Trelleborgs FF. Con il Partizan arrivò negli ottavi della Coppa UEFA 1990-1991 e nel 1993 vinse il Campionato serbo.

#### Nazionale
Con la Jugoslavia vanta 21 presenze impreziosite da una rete e la partecipazione alle olimpiadi di Seul 1988 e al campionato del mondo 1990. Tra il 1994 ed il 1995 collezionò sette presenze con la Macedonia, tutte valide per la Qualificazione agli Europei 1996. La prima presenza fu in casa nell'1-1 contro la Danimarca, l'ultima contro il Belgio, sempre a Skopje, ma in una rotonda sconfitta per 0-5. In tutte le partite disputate con la nazionale macedone, giocò 90 minuti.

### Allenatore
Dopo il ritiro, divenne direttore tecnico del Makedonija Gjorče Petrov e nel 2004 assunse la carica di allenatore del Vardar. Vi rimase fino al 2005. Dall'agosto del 2006 all'aprile del 2009 è stato il vice di Srečko Katanec, allenatore della Nazionale macedone.

## Statistiche

### Cronologia presenze e reti in nazionale
| Cronologia completa delle presenze e delle reti in nazionale ― Jugoslavia | Cronologia completa delle presenze e delle reti in nazionale ― Jugoslavia | Cronologia completa delle presenze e delle reti in nazionale ― Jugoslavia | Cronologia completa delle presenze e delle reti in nazionale ― Jugoslavia | Cronologia completa delle presenze e delle reti in nazionale ― Jugoslavia | Cronologia completa delle presenze e delle reti in nazionale ― Jugoslavia | Cronologia completa delle presenze e delle reti in nazionale ― Jugoslavia | Cronologia completa delle presenze e delle reti in nazionale ― Jugoslavia |
| Data                                                                      | Città                                                                     | In casa                                                                   | Risultato                                                                 | Ospiti                                                                    | Competizione                                                              | Reti                                                                      | Note                                                                      |
| ------------------------------------------------------------------------- | ------------------------------------------------------------------------- | ------------------------------------------------------------------------- | ------------------------------------------------------------------------- | ------------------------------------------------------------------------- | ------------------------------------------------------------------------- | ------------------------------------------------------------------------- | ------------------------------------------------------------------------- |
| 31-3-1988                                                                 | Spalato                                                                   | Jugoslavia                                                                | 1 – 1                                                                     | Italia                                                                    | Amichevole                                                                | -                                                                         | 81’                                                                       |
| 24-8-1988                                                                 | Lucerna                                                                   | Svizzera                                                                  | 0 – 2                                                                     | Jugoslavia                                                                | Amichevole                                                                | -                                                                         | 5’                                                                        |
| 19-10-1988                                                                | Glasgow                                                                   | Scozia                                                                    | 1 – 1                                                                     | Jugoslavia                                                                | Qual. Mondiali 1990                                                       | -                                                                         |                                                                           |
| 19-11-1988                                                                | Belgrado                                                                  | Jugoslavia                                                                | 3 – 2                                                                     | Francia                                                                   | Qual. Mondiali 1990                                                       | -                                                                         |                                                                           |
| 11-12-1988                                                                | Belgrado                                                                  | Jugoslavia                                                                | 4 – 0                                                                     | Cipro                                                                     | Qual. Mondiali 1990                                                       | -                                                                         |                                                                           |
| 5-4-1989                                                                  | Amarousio                                                                 | Grecia                                                                    | 1 – 4                                                                     | Jugoslavia                                                                | Amichevole                                                                | -                                                                         | 67’                                                                       |
| 29-4-1989                                                                 | Parigi                                                                    | Francia                                                                   | 0 – 0                                                                     | Jugoslavia                                                                | Qual. Mondiali 1990                                                       | -                                                                         |                                                                           |
| 27-5-1989                                                                 | Bruxelles                                                                 | Belgio                                                                    | 1 – 0                                                                     | Jugoslavia                                                                | Amichevole                                                                | -                                                                         |                                                                           |
| 14-6-1989                                                                 | Oslo                                                                      | Norvegia                                                                  | 1 – 2                                                                     | Jugoslavia                                                                | Qual. Mondiali 1990                                                       | -                                                                         |                                                                           |
| 23-8-1989                                                                 | Kuopio                                                                    | Finlandia                                                                 | 2 – 2                                                                     | Jugoslavia                                                                | Amichevole                                                                | -                                                                         |                                                                           |
| 20-9-1989                                                                 | Novi Sad                                                                  | Jugoslavia                                                                | 3 – 0                                                                     | Grecia                                                                    | Amichevole                                                                | -                                                                         | 46’                                                                       |
| 11-10-1989                                                                | Belgrado                                                                  | Jugoslavia                                                                | 1 – 0                                                                     | Norvegia                                                                  | Qual. Mondiali 1990                                                       | -                                                                         | 86’                                                                       |
| 28-10-1989                                                                | Amarousio                                                                 | Cipro                                                                     | 1 – 2                                                                     | Jugoslavia                                                                | Amichevole                                                                | 1                                                                         |                                                                           |
| 14-11-1989                                                                | João Pessoa                                                               | Brasile                                                                   | 0 – 0                                                                     | Jugoslavia                                                                | Amichevole                                                                | -                                                                         |                                                                           |
| 13-12-1989                                                                | Londra                                                                    | Inghilterra                                                               | 2 – 1                                                                     | Jugoslavia                                                                | Amichevole                                                                | -                                                                         |                                                                           |
| 28-3-1990                                                                 | Łódź                                                                      | Polonia                                                                   | 0 – 0                                                                     | Jugoslavia                                                                | Amichevole                                                                | -                                                                         |                                                                           |
| 14-6-1990                                                                 | Bologna                                                                   | Colombia                                                                  | 0 – 1                                                                     | Jugoslavia                                                                | Mondiali 1990 - 1º turno                                                  | -                                                                         |                                                                           |
| 19-6-1990                                                                 | Bologna                                                                   | Jugoslavia                                                                | 4 – 1                                                                     | Emirati Arabi Uniti                                                       | Mondiali 1990 - 1º turno                                                  | -                                                                         |                                                                           |
| 16-5-1991                                                                 | Belgrado                                                                  | Jugoslavia                                                                | 7 – 0                                                                     | Fær Øer                                                                   | Qual. Euro 1992                                                           | -                                                                         |                                                                           |
| 8-8-1991                                                                  | Aosta                                                                     | Cecoslovacchia                                                            | 0 – 0                                                                     | Jugoslavia                                                                | Amichevole                                                                | -                                                                         |                                                                           |
| 25-3-1992                                                                 | Amsterdam                                                                 | Paesi Bassi                                                               | 2 – 0                                                                     | Jugoslavia                                                                | Amichevole                                                                | -                                                                         |                                                                           |
| Totale                                                                    |                                                                           | Presenze                                                                  | 21                                                                        |                                                                           | Reti                                                                      | 1                                                                         |                                                                           |

| Cronologia completa delle presenze e delle reti in nazionale ― Macedonia | Cronologia completa delle presenze e delle reti in nazionale ― Macedonia | Cronologia completa delle presenze e delle reti in nazionale ― Macedonia | Cronologia completa delle presenze e delle reti in nazionale ― Macedonia | Cronologia completa delle presenze e delle reti in nazionale ― Macedonia | Cronologia completa delle presenze e delle reti in nazionale ― Macedonia | Cronologia completa delle presenze e delle reti in nazionale ― Macedonia | Cronologia completa delle presenze e delle reti in nazionale ― Macedonia |
| Data                                                                     | Città                                                                    | In casa                                                                  | Risultato                                                                | Ospiti                                                                   | Competizione                                                             | Reti                                                                     | Note                                                                     |
| ------------------------------------------------------------------------ | ------------------------------------------------------------------------ | ------------------------------------------------------------------------ | ------------------------------------------------------------------------ | ------------------------------------------------------------------------ | ------------------------------------------------------------------------ | ------------------------------------------------------------------------ | ------------------------------------------------------------------------ |
| 7-9-1994                                                                 | Skopje                                                                   | Macedonia                                                                | 1 – 1                                                                    | Danimarca                                                                | Qual. Euro 1996                                                          | -                                                                        |                                                                          |
| 12-10-1994                                                               | Skopje                                                                   | Macedonia                                                                | 0 – 2                                                                    | Spagna                                                                   | Qual. Euro 1996                                                          | -                                                                        |                                                                          |
| 16-11-1994                                                               | Anderlecht                                                               | Belgio                                                                   | 1 – 1                                                                    | Macedonia                                                                | Qual. Euro 1996                                                          | -                                                                        |                                                                          |
| 17-12-1994                                                               | Skopje                                                                   | Macedonia                                                                | 3 – 0                                                                    | Cipro                                                                    | Qual. Euro 1996                                                          | -                                                                        |                                                                          |
| 26-4-1995                                                                | Copenaghen                                                               | Danimarca                                                                | 1 – 0                                                                    | Macedonia                                                                | Qual. Euro 1996                                                          | -                                                                        |                                                                          |
| 10-5-1995                                                                | Erevan                                                                   | Armenia                                                                  | 2 – 2                                                                    | Macedonia                                                                | Qual. Euro 1996                                                          | -                                                                        |                                                                          |
| 7-6-1995                                                                 | Skopje                                                                   | Macedonia                                                                | 0 – 5                                                                    | Belgio                                                                   | Qual. Euro 1996                                                          | -                                                                        |                                                                          |
| Totale                                                                   |                                                                          | Presenze                                                                 | 7                                                                        |                                                                          | Reti                                                                     | 0                                                                        |                                                                          |

## Palmarès

### Giocatore

#### Competizioni nazionali
- Campionato jugoslavo: 1

Partizan: 1992-1993
- Coppa di Jugoslavia: 1

Partizan: 1991-1992
- Coppa di Svezia: 1

Degerfors: 1993